# 多枝乱子草
多枝乱子草（学名：Muhlenbergia ramosa）为禾本科乱子草属下的一个种。